# Амхерст (Охајо)
Амхерст (енгл. Amherst) град је у америчкој савезној држави Охајо.

## Демографија
По попису из 2010. године број становника је 12.021, што је 224 (1,9%) становника више него 2000. године.
| Група             | 2000.          | 2010.          |
| Белци             | 11.206 (95,0%) | 11.058 (92,0%) |
| Афроамериканци    | 62 (0,5%)      | 85 (0,7%)      |
| Азијати           | 86 (0,7%)      | 83 (0,7%)      |
| Хиспаноамериканци | 346 (2,9%)     | 632 (5,3%)     |
| Укупно            | 11.797         | 12.021         |